# Amnius Manius Caesonius Nicomachus Anicius Paulinus
Amnius Manius Caesonius Nicomachus Anicius Paulinus (fl. 334-335) était un homme politique de l'Empire romain.

## Biographie
Amnius Manius Caesonius Nicomachus Anicius Paulinus est le fils d'Amnius Anicius Julianus et de sa femme Caesonia Manilia. Il fut consul ordinaire en 334 en même temps que Flavius Optatus et préfet de l'urbs de Rome en 334-335. En 334, il érigea une statue équestre pour l’empereur Constantin Ier sur le forum. Une statue en l'honneur d'Amnius a été érigée. Cette statue le célèbre pour "sa haute naissance, son éloquence, son équité et son bon jugement, pour lesquels il est renommé en privé et en public". Il était marié avec Ceionia Auchenia, fille de Marcus Ceionius Julianus Camenius et de sa femme Auchenia Bassa. Leur fils était peut-être Anicius Auchenius Bassus.